# Shimano Pedaling Dynamics

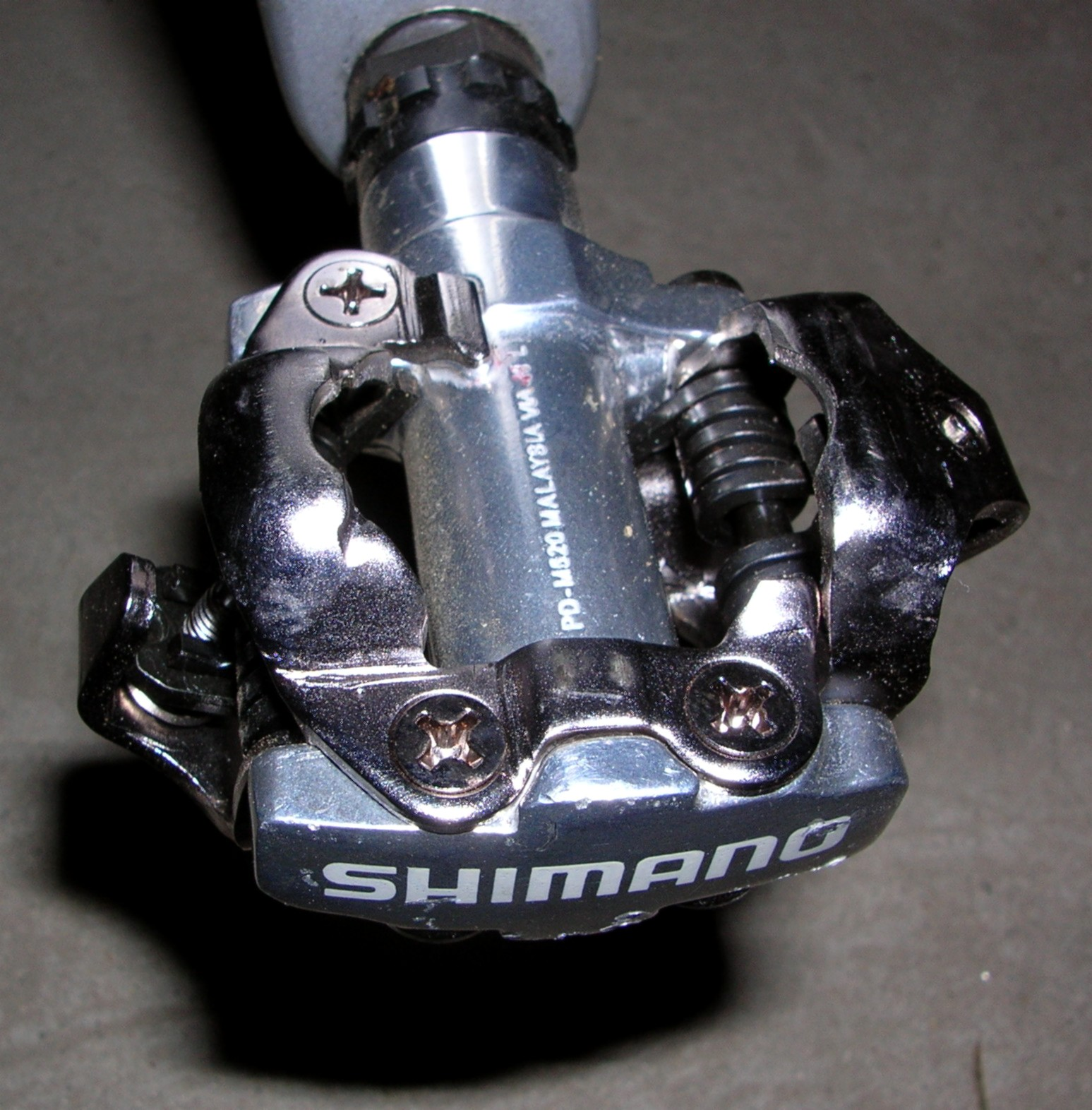
Pedal automáticos Shimano PD-M520

El sistema Shimano Pedaling Dynamics, también conocido como sistema SPD, es un diseño de pedal automático de bicicleta. El pedal SPD fue lanzado por Shimano en 1990. Aunque no fue el primero de este tipo, su innovación consistió en la inclusión de una cala en el hueco de la suela de un zapato diseñado específicamente para el SPD para engancharlo al pedal.

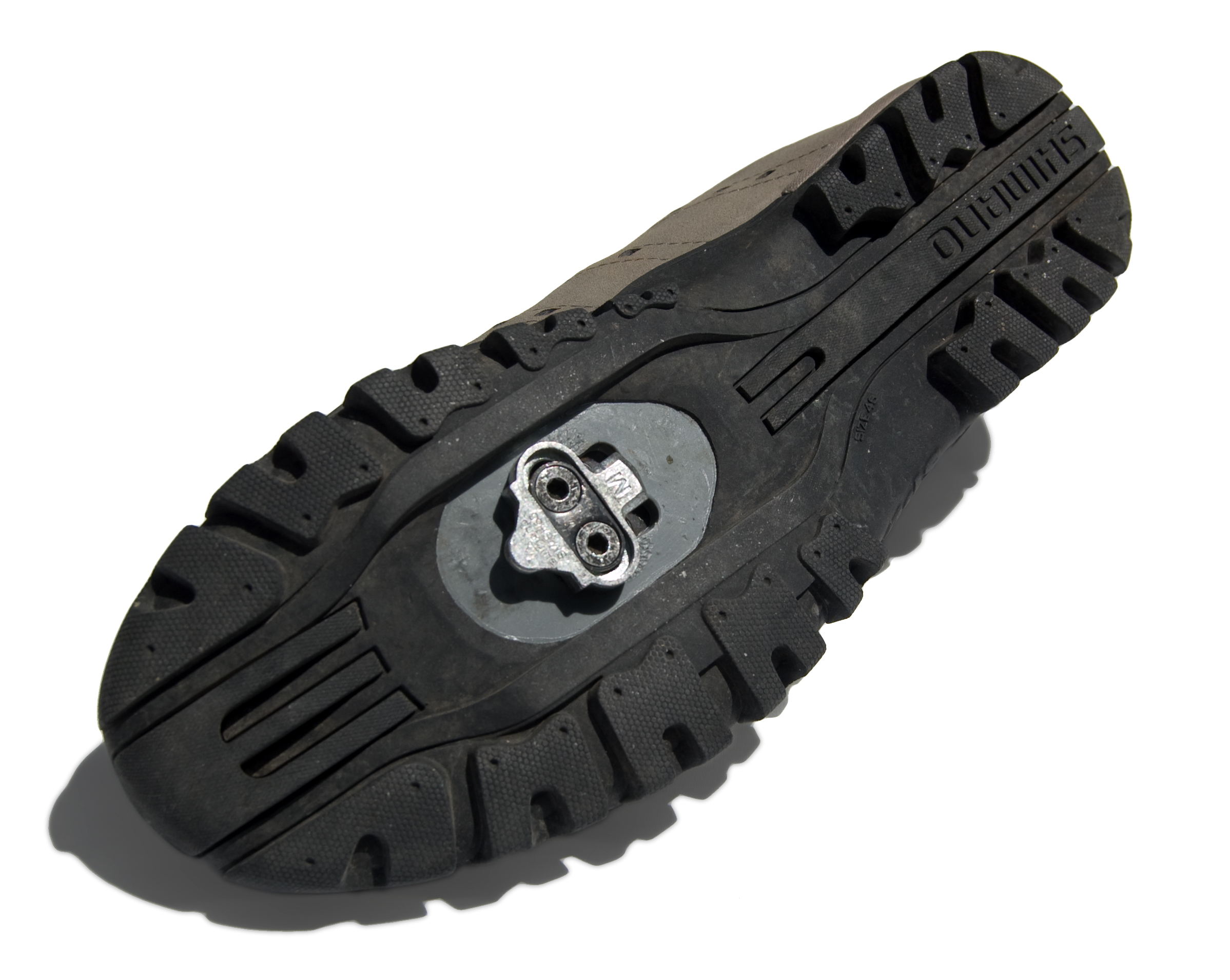
Shimano MT31 zapato con SH56 listón

Shimano fabrica un número de diferentes calas SPD, y no todos las calas son compatibles con todos los pedales, especialmente entre los modelos SPD de carretera y montaña. Además entre los sistemas de calas que sí son compatibles entre sí existen calas que solo permiten desengancharlas del pedal girando el talón hacia el exterior, mientras que otras también puede ser liberado por un fuerte tirón hacia arriba y por lo tanto son más fáciles de usar para los principiantes.
Mediante una llave allen es posible ajustar la fuerza del giro necesario para desengancharlos, de modo que los principiantes pueden dejarlo más suelto para que sean más fáciles de quitar y incrementar su fuerza a medida que se sienten más seguros.